# Athletic Club Omonia Nicòsia
L'Athletic Club Omonia Nicòsia (en grec modern Αθλητικός Σύλλογος Ομόνοια Λευκωσίας) és un club xipriota de futbol de la ciutat de Nicòsia. Omonia significa harmonia en grec.

## Història
El club va ser fundat el 1948, provocat per les turbulències polítiques d'aquell període entre els esquerrans i els dretans. Alguns futbolistes de l'APOEL FC criticaren les posicions polítiques del club i en foren expulsats. Aquests amb altra gent van fundar l'Omonia Nicòsia. El club ingressà a l'Associació Amateur Xipriota de Futbol. El 1953, els clubs d'aquesta associació ingressaren a la Federació Xipriota i l'Omonia ingressà a primera divisió.
A més de futbol el club té seccions de basquetbol, voleibol, futbol sala i ciclisme.

## Estadi
L'APOEL juga al nou Estadi GSP (també conegut com a Estadi Pancypria) des del 1999, que comparteix amb els seus rivals APOEL i Olympiakos Nicòsia. Va jugar a l'Estadi Makario entre 1978 i 1999 i al vell Estadi GSP entre 1953 i 1978. El club té previst inaugurar un nou estadi propi.
La secció de bàsquet juga al Pavelló Eleftheria. La de voleibol al Pavelló Lefkotheo i la de futbol sala al Pavelló de l'Institut Melkonian.

## Jugadors destacats
Llistats segons l'any en què debutaren al club (entre parèntesis):
- Sotiris Kaiafas (1967)
- Mihai Mocanu (1972)
- Gregory Savva (1973)
- Giorgos Savvidis (1981)
- Spas Djevizov (1984)
- Georgios Christodoulou (1986)
- Emil Spasov (1988)
- Kostas Malekkos (1989)
- \ Nedim Dudic (1991)
- Joseph Juriac (1991)
- Gocha Gogrichiani (1993)
- Charis Nicolaou (1995)
- Petros Konnafis (1996)
- \ Rainer Rauffmann (1997)
- \ Vesko Mihajlović (1999)
- Dusan Tittel (1999)
- Anders Nielsen (2000)
- Efstathios Aloneftis (2001)
- Marco Haber (2002)
- Stefan Brasas (2003)
- Vlatko Grozdanovski (2004)
- Jozef Kozlej (2004)
- \ Paulo Rink (2006)
- Magno Mocelin (2005)
- Georgios Vakouftsis (2005)
- Antonis Georgallides (2006)
- Ioannis Okkas (2008)
- Claudiu Niculescu (2008)
- Clayton (2008)

## Entrenadors destacats
- Ígor Neto (1967)
- Iontso Arsof (1988)
- Helmut Senekowitsch (1991)
- Dušan Galis (1999)
- Asparuh Nikodimov (2000)
- Arie Haan (2000)
- Henk Houwaart (2000)
- Toni Savevski (2002)
- Franciszek Smuda (2004)
- Ioan Andone (2006)
- Dragomir Okuka (2007)
- Ioannis Matzourakis (2007)
- Giorgos Savvidis (2008)

## Palmarès

### Futbol
Associació Xipriota de Futbol
- Lliga xipriota de futbol (21): 1961, 1966, 1972, 1974, 1975, 1976, 1977, 1978, 1979, 1981, 1982, 1983, 1984, 1985, 1987, 1989, 1993, 2001, 2003, 2010, 2021
- Copa xipriota de futbol (16): 1965, 1972, 1974, 1980, 1981, 1982, 1983, 1988, 1991, 1994, 2000, 2005, 2011, 2012, 2022, 2023
- Supercopa xipriota de futbol (15): 1966, 1979, 1980, 1981, 1982, 1983, 1987, 1988, 1989, 1991, 1994, 2001, 2003, 2005, 2010

Associació Amateur Xipriota de Futbol
- Lliga (4): 1949, 1950, 1951, 1952
- Copa (5): 1949, 1950, 1951, 1952, 1953

### Voleibol
- Copa xipriota (3): 1999, 2006, 2009